# ミシェル・デル・ザカリアン
ミシェル・デル・ザカリアン（アルメニア語: Միքայել Տեր–Զաքարյան, ラテン文字転写: Michel Der Zakarian, 1963年2月18日 - ）は、ソビエト連邦 (現アルメニア)・エレバン出身の元サッカー選手、現サッカー指導者。元アルメニア代表。現役時代のポジションはディフェンダー。現在はリーグ・アン・モンペリエHSCの監督を務めている。
現役時代は、ディヴィジオン・アン (フランス1部)のFCナントでプロキャリアを開始し、主にセンターバックを務め、1983年にリーグ優勝を経験。その後、モンペリエHSCに所属した。代表では、育成年代でフランス代表、A代表で1996年からアルメニア代表としてプレーした。
指導者としては、モンペリエの下部組織でキャリアを開始し、ナント、クレルモン・フットを率いた後、2012-13シーズンから再びナントを指揮している。

## 選手経歴

### クラブ

#### ナント
トルコ生まれでフランス育ちの父、ギリシャ生まれでアルメニア育ちの母の下、ソビエト連邦のエレバンに生まれるたデル・ザカリアンは、2歳の時に、父が育ったマルセイユに一家で移住し、地元のヴィヴォー・マロニエ (Vivaux Maronniers)、マザルグAS (Mazargues AS)でサッカーを始める。マザルグで1977年にリーグ・ドゥ・ラ・メディララネを獲得する活躍等から、1979年にはFCナントへ引きぬかれると、1980年にリザーブチームでセス・アドンコールとコンビを組んでディヴィジオン3優勝に貢献し、更に1981-82シーズンにはパトリス・リオが負傷した影響によってマキシム・ボシスとコンビを組み、トップチームで公式戦18試合に出場、翌1982-83シーズンはリーグ優勝を経験した。
リオの移籍、アドンコールの逝去によって、1984-85シーズンから定位置を確保し、翌1985-86シーズンはリーグ戦準優勝に貢献。また、同シーズンのUEFAカップ1985-86では準々決勝まで進出しており、FCインテルナツィオナーレ・ミラノとの準決勝2ndレグで得点を挙げたが、退場し、チームは敗退した。ナントで9シーズンに渡ってプレーした後、1988年にモンペリエHSCへ移籍した。

#### モンペリエ
モンペリエHSCでは、移籍1季目の1988-89シーズンにすぐさま定位置を確保し、ジュリオ・セザールとコンビを組んでいたが、1989-90シーズンにはローラン・ブランの存在から控えにまわることが多くなり、優勝を果たしたクープ・ドゥ・フランスの決勝戦は未出場だった。翌1990-91シーズンは、移籍したジュリオ・セザルの後釜争いをジャン＝マヌエル・テティスと繰り広げながら、リーグ戦20試合、UEFAカップウィナーズカップ 1990-91に3試合出場。オールド・トラッフォードで行われた準決勝のマンチェスター・ユナイテッドFC戦において、膝の靭帯を損傷したにもかかわらず、交代を拒否した。
ブラン移籍後は主将を引き継ぎ、アンジェSCOを3-1で降してクープ・ドゥ・ラ・リーグ優勝に貢献。1994年には、クープ・ドゥ・フランスとクープ・ドゥ・ラ・リーグの2つのカップ戦において決勝戦に到達したが、AJオセール、RCランスに阻まれ準優勝に終わった。翌1994-95シーズンはリーグ戦で17位と低迷した。1995-96シーズンはリーグ戦6位と復調したが、クープ・ドゥ・フランス準決勝において、当時ナショナル (3部)所属のニーム・オリンピック相手に敗退した。1996-97シーズンは、相次ぐ負傷によって3試合の出場に制限され、シーズン中に現役引退した。

### 代表
幼少期にフランスへ移住し、市民権を得ていたことで育成年代はフランス代表としてプレーし、1980年と1981年の2年連続でUEFA U-18欧州選手権に出場しており、後者ではスペインをPK戦の末に降して3位となった。
A代表としては、1996年から1997年の間に自身のルーツであるアルメニア代表でプレーし、1996年8月に1998 FIFAワールドカップ・ヨーロッパ予選のポルトガル戦で初出場を飾り、以来5試合に出場した。

## 指導者経歴
現役引退後は、まず、モンペリエHSCでテクニカル・スタッフとなり、その後に同クラブのCチームの監督に就任し、翌年にはフランスアマチュア選手権 (4部)に所属するBチームを担当した。2000年にはトップチームのアシスタントを務め、2001年から2006年まで再びBチームを率いた。

### ナント
2006年7月にFCナントのBチームの監督として古巣に復帰すると、10月にはセルジュ・ル・ディゼ監督からジェルジュ・イオ監督に交代した際、トップチームのアシスタントに就任し、2007年2月12日からは、スポーツ・ディレクターを務めるヤフェット・エンドラムと共同監督となった。チームはリーグ・ドゥへ降格したにもかかわらず、クラブ首脳陣の評価は悪くなかった為に続投となったが、オーナー交代に伴って自身の進退に暗雲が垂れ込めており、最終的にリーグ2位でリーグ・アンへ復帰し、2008-09シーズンも続投する中、2008年8月26日に解任となった。

### クレルモン・フット
2009年6月1日にディディエ・オッレ＝ニコル監督の後釜として、リーグ・ドゥのクレルモン・フットの監督に就任する。クレルモン・フットを率いた3季の間では、2009-10シーズン及び2011-12シーズンに昇格まで迫っていたが、前者では最終日にACアルル＝アヴィニョンに敗北して6位でシーズンを終え、後者では勝ち点58の5位に終わった。なお、2011-12シーズンはトロフェ・UNFP・デュ・フットボールの最優秀監督賞にノミネートされ、フランス・フットボール誌の方では受賞した。

### ナント復帰
2012年6月1日にランドリー・ショーヴァン監督の後釜として、ナントに復帰。就任1季目に3位での昇格へ導き、再び最優秀監督に選出される (トロフェ・UNFP・デュ・フットボールはノミネート)手腕でリーグ・アン昇格に導くと、昇格1季目の2013-14シーズンは13位で終了した。

## 個人成績

### クラブでの成績
出典:
| 所属クラブ       | シーズン         | リーグ               | リーグ | リーグ | カップ | カップ | 欧州カップ | 欧州カップ | 合計 | 合計 |
| 所属クラブ       | シーズン         | 所属リーグ           | 出場   | 得点   | 出場   | 得点   | 出場       | 得点       | 出場 | 得点 |
| ---------------- | ---------------- | -------------------- | ------ | ------ | ------ | ------ | ---------- | ---------- | ---- | ---- |
| ナント           | 1981-82          | ディヴィジオン・アン | 15     | 0      | 1      | 0      | 2[a]       | 0          | 18   | 0    |
| ナント           | 1982-83          | ディヴィジオン・アン | 1      | 0      | 1      | 0      | -          | -          | 2    | 0    |
| ナント           | 1983-84          | ディヴィジオン・アン | 3      | 0      | 2      | 0      | -          | -          | 5    | 0    |
| ナント           | 1984-85          | ディヴィジオン・アン | 34     | 0      | 7      | 0      | -          | -          | 41   | 0    |
| ナント           | 1985-86          | ディヴィジオン・アン | 36     | 0      | 1      | 0      | 8[b]       | 1          | 45   | 0    |
| ナント           | 1986-87          | ディヴィジオン・アン | 31     | 0      | 0      | 0      | -          | -          | 31   | 0    |
| ナント           | 1987-88          | ディヴィジオン・アン | 21     | 1      | 3      | 0      | -          | -          | 24   | 1    |
| ナント           | 合計             | 合計                 | 141    | 1      | 15     | 0      | 10         | 1          | 166  | 2    |
| モンペリエ       | 1988-89          | ディヴィジオン・アン | 32     | 0      | 2      | 0      | -          | -          | 34   | 0    |
| モンペリエ       | 1989-90          | ディヴィジオン・アン | 24     | 0      | 2      | 0      | -          | -          | 26   | 0    |
| モンペリエ       | 1990-91          | ディヴィジオン・アン | 20     | 0      | 0      | 0      | 3[c]       | 0          | 23   | 0    |
| モンペリエ       | 1991-92          | ディヴィジオン・アン | 32     | 2      | 2      | 0      | -          | -          | 34   | 2    |
| モンペリエ       | 1992-93          | ディヴィジオン・アン | 32     | 2      | 4      | 1      | -          | -          | 36   | 3    |
| モンペリエ       | 1993-94          | ディヴィジオン・アン | 31     | 3      | 5      | 0      | -          | -          | 36   | 3    |
| モンペリエ       | 1994-95          | ディヴィジオン・アン | 33     | 3      | 7      | 0      | -          | -          | 40   | 3    |
| モンペリエ       | 1995-96          | ディヴィジオン・アン | 26     | 5      | 5      | 0      | -          | -          | 31   | 5    |
| モンペリエ       | 1996-97          | ディヴィジオン・アン | 3      | 0      | -      | -      | -          | -          | 3    | 0    |
| モンペリエ       | 合計             | 合計                 | 233    | 15     | 27     | 1      | 3          | 0          | 263  | 16   |
| キャリア通算成績 | キャリア通算成績 | キャリア通算成績     | 374    | 16     | 42     | 1      | 13         | 1          | 429  | 18   |

a. ^ UEFAカップ1981-82
b. ^ UEFAカップ1985-86
c. ^ UEFAカップウィナーズカップ 1990-91

### 代表での成績
出典:
| アルメニア代表 | アルメニア代表 | アルメニア代表 |
| 年             | 出場           | 得点           |
| -------------- | -------------- | -------------- |
| 1996           | 2              | 0              |
| 1997           | 3              | 0              |
| Total          | 5              | 0              |

## 監督成績
2023年2月8日現在
出典:
| クラブ     | 国           | 就任          | 退任           | 記録 | 記録 | 記録 | 記録 | 記録   |
| クラブ     | 国           | 就任          | 退任           | 試   | 勝   | 分   | 敗   | 勝率   |
| ---------- | ------------ | ------------- | -------------- | ---- | ---- | ---- | ---- | ------ |
| ナント B   | フランスの旗 | 2006年6月30日 | 2006年9月20日  | 7    | 1    | 3    | 3    | 014.29 |
| ナント     | フランスの旗 | 2007年2月12日 | 2008年8月26日  | 63   | 26   | 21   | 16   | 041.27 |
| クレルモン | フランスの旗 | 2009年7月1日  | 2012年5月30日  | 130  | 50   | 41   | 39   | 038.46 |
| ナント     | フランスの旗 | 2012年5月31日 | 2016年5月15日  | 173  | 67   | 47   | 59   | 038.73 |
| ランス     | フランスの旗 | 2016年5月23日 | 2017年5月23日  | 42   | 16   | 13   | 13   | 038.10 |
| モンペリエ | フランスの旗 | 2017年5月23日 | 2021年6月30日  | 161  | 62   | 54   | 45   | 038.51 |
| ブレスト   | フランスの旗 | 2021年7月1日  | 2022年10月11日 | 51   | 15   | 13   | 23   | 029.41 |
| モンペリエ | フランスの旗 | 2023年2月8日  | 現在           | 0    | 0    | 0    | 0    | —      |
| Total      | Total        | Total         | Total          | 627  | 237  | 192  | 198  | 037.80 |

## 獲得タイトル

### 現役時代
クラブ
FCナント
- ディヴィジオン・アン : 1982-83

モンペリエHSC
- クープ・ドゥ・フランス : 1989-90
- クープ・ドゥ・ラ・リーグ : 1991-92

### 指導者時代
個人
フランス・フットボール誌選定リーグ・ドゥ年間最優秀監督賞 : 2011-12, 2012-13